# Catedral de la Ascensión de Novocherkask

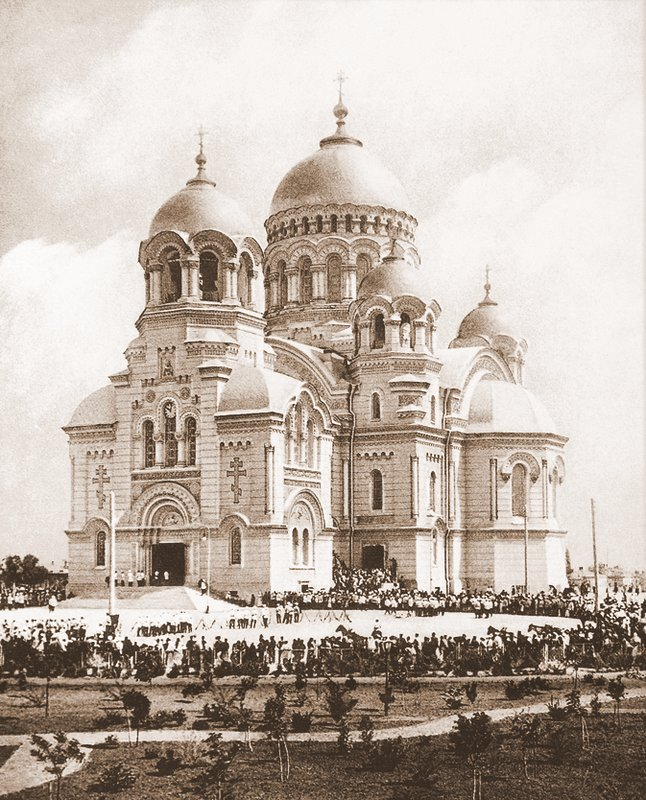
La catedral durante la festividad de su consagración en 1905

La catedral de la Ascensión (en ruso: Вознесенский собор), es una iglesia ortodoxa rusa situada en Novocherkask, Rusia. Es un edificio de cinco cúpulas que alcanza los 75 metros de altura, y constituye un notable ejemplo de la arquitectura neobizantina. Fue construida en un lapso de 15 años, entre 1891 y 1904, sobre el lugar que ocupaba una iglesia más antigua. El arquitecto fue Alexander Yashchenko. La iglesia fue cerrada al culto en 1934 durante el régimen estalinista. En el interior del templo se encuentran inhumados varios atamanes cosacos.